# Gumel
Gumel, ou Gumal, est une zone de gouvernement local de l'État de Jigawa au Nigeria,.

## Émirat

### Liste des émirs de Gumel
- 1749-1754 Dan Juma Ier dan Musa
- 1754-1760 Adamu Karro et Digadiga Karro (mort en 1760)
- 1760-1777 Dan Juma II et Digadiga Karro
- 1777-1804 Maikota et Adam Karro (mort en 1804)
- 1804-1811 Kalgo dan Maikota (mort en 1811)
- 1811-1828 Dan Auwa dan Maikota (mort en 1828)
- 1828-1851 Muhamman Dan Tanoma dan Maikota (mort en 1851)
- 1851-1853 Ceri dan Muhamman Dan Tanoma (1ère fois)
- 1853-1855 Muhamman Atu et Dan Auwa
- 1855-1861 Ceri dan Muhamman Dan Tanoma (2ème fois)
- 1861-1872 `Abd Allahi dan Muhamman Dan Tanoma (mort en 1872)
- 1872-1896 Abou Bakar et Muhamman Dan Tanoma (décédé en 1896)
- 1896-1915 Ahmadou dan Abi Bakar
- 1915-1944 Muhamman na Kota dan Ahmadu (décédé en 1944)
- Mai 1944-1981 Maina Muhammad Sani II et Muhamman na Kota (né en 1912)
- Depuis 1981 - Ahmad Muhammad Sani II et Maina Muhammad Sani II

## Source
- (en) Cet article est partiellement ou en totalité issu de l’article de Wikipédia en anglais intitulé « Gumel » (voir la liste des auteurs).